# Чильчи (станция)
Чи́льчи — железнодорожная станция (до 1.10.2010 относилась к Тындинскому отделению) Тындинского региона  Дальневосточной железной дороги. Расположена в одноимённом посёлке Тындинского района Амурской области.
Станция и посёлок получили своё название от названия одноимённой реки.
По основному характеру работы является промежуточной, по объёму работы отнесена к 4 классу.
На станции одна пассажирская боковая низкая платформа и пассажирское здание.

## Дальнее сообщение

### Круглогодичное движение поездов
| № поезда | Маршрут движения   | № поезда | Маршрут движения   |
| -------- | ------------------ | -------- | ------------------ |
| 75       | Нерюнгри — Москва  | 76       | Москва — Нерюнгри  |
| 97       | Тында — Кисловодск | 98       | Кисловодск — Тында |

### Сезонное движение поездов
| № поезда | Маршрут движения | № поезда | Маршрут движения |
| -------- | ---------------- | -------- | ---------------- |
| 235      | Тында — Анапа    | 236      | Анапа — Тында    |